# Narraga catalaunica
Narraga catalaunica är en fjärilsart som beskrevs av Claude Herbulot 1943. Narraga catalaunica ingår i släktet Narraga och familjen mätare. Inga underarter finns listade i Catalogue of Life.